# 天津增十
天鵝座40，又名BD+37 3941，HD 195050、SAO 70056、HR 7826，是天鵝座的一颗恒星，视星等为5.62，位于銀經77.26，銀緯-0.02，其B1900.0坐标为赤經20h 23m 51.9s，赤緯+38° -0.02′ 42″。